# Париз—Рубе 2025.
Париз—Рубе 2025. било је 122. издање једнодневне бициклистичке трке Париз—Рубеа, која је одржана 13. априла у Француској, као 16 трка у оквиру UCI ворлд тура 2025.
Укупна дужине износила је 259.2 , старт је био у Компјењу, а циљ на велодрому у Рубеу, вожено је 30 сектора калдрме, од којих су сектор 19 Труте д’Аренберг, сектор 11 Монс ан Павеле и сектор 4 Карефур де л’Арбе једини имали по пет звјездица.
Бранилац титуле је био Метју ван дер Пул, док су највећи фаворити били Ван дер Пул, Тадеј Погачар, Ваут ван Арт и Мадс Педерсен, а међу осталим фаворитима били су Јаспер Филипсен, Јаспер Стојвен, Филипо Гана, Стефан Кинг и Матеј Мохорич.
На око 95 km до циља, на сектору Труте д’Аренберг, Погачар и Ван дер Пул су појачали темпо и одвојила се група од осам возача која је достигла бјегунце. На изласку из сектора 18 Ван дер Пул је напао, што су пратили Погачар, Филипсен, Педерсен и Стефан Бисежер и до сектора 16 стекли су минут предности испред прве групе пратилаца у којој су били Ван Арт и Кинг. Погачар је напао на сектору 15, што је пратио Ван дер Пул, док се Педерсену пробушила гума, а Филипсен је отишао од Бисежера и достигао водећу двојицу јер Ван дер Пул није хтио да ради како би га сачекао. На сектору 11, Монс ан Павеле, Погачар је напао, што је пратио Ван дер Пул, док је Филипсен отпао и до краја сектора је заостајао 45 секунди. Погачар је пао на сектору 9 у кривини и Ван дер Пул је стекао 20 секунди предности, након чега је Погачар морао да мијења бицикл на 20 km до циља и Ван дер Пул је повећао предност на 45 секунди. Ван дер Пула је погодио са боцом пуном воде неко од гледалаца поред пута, а затим је морао да промијени бицикл на сектору 4, али је наставио да повећава предност и побиједио је минут и 18 секунди испред Погачара, док је Педерсен завршио на трећем мјесту, побиједивши у спринту трочлане групе Ван Арта и Флоријана Вермерша. То му је била трећа побједа на трци заредом, чиме је постао трећи возач који је то остварио и осми возач који је остварио укупно три побједе на трци, док је Погачар постао први актуелни побједник Тур де Франса који је завршио Париз—Рубе на подијуму након Едија Меркса 1975.

## Тимови
На трци је учествовало 25 тимова, са по седам возача. Свих 18 ворлд тур тимова имало је аутоматску позивницу и били су обавезни да учествују пошто је трка била у ворлд туру прије 2017. године, док су два најбоља про тур тима за претходну сезону такође имали аутоматску позивницу за све ворлд тур трке а трећи за све једнодневне ворлд тур трке, али нису били обавезни да учествују. Лото, Израел—премијер тех и Уно—Х мобилити су била три најбоља про тур тима на крају сезоне 2024. и одлучили су да учествују, док су специјалне позивнице добили Ку 36.5 про сајклинг, Тотал енержис, Тудор про сајклинг и Унибет тјетема рокетс.
UCI ворлд тур тимови:
| - Алпесин—декунинк - Аркеа—бб хотелс - Бахреин—викторијус - Визма—лејз а бајк - Групама—ФДЈ - Декатлон АГ2Р ла мондијал - ЕФ едукејшон—изипост - Инеос гренадирс - Интермарше—ванти | - Кофидис - Лидл—трек - Мовистар - Пикник постнл - Ред бул—Бора–ханзго - Судал—Квик-степ - УАЕ тим емирејтс ХРГ - ХДС Астана - Џејко—алула |

UCI про тур тимови:
| - Израел—премијер тех - Ку 36.5 про сајклинг - Лото - Тотал енержис | - Тудор про сајклинг - Унибет тјетема рокетс - Уно—Х мобилити |

## Новчане награде и бодови

### Новчане награде
Укупан новчани фонд је износио 91.000 евра и додјељивао се за првих 20 возача. Побједник је добио 30.000 евра, другопласирани 22.000, а трећепласирани 15.000 евра. Возачи од 16 до 20 мјеста добијали су по 500 евра.
| Поз.  | 1.     | 2.     | 3.     | 4.    | 5     | 6.    | 7.    | 8.    | 9.    | 10.   | 11.   | 12. | 13. | 14. | 15. | 16—20. |
| Износ | 30.000 | 22.000 | 15.000 | 7.500 | 3.200 | 1.700 | 1.500 | 1.300 | 1.200 | 1.100 | 1.000 | 900 | 800 | 700 | 600 | 500    |

### Бодови
Бодове у UCI свјетском рангирању добили су првих 60 возача. Побједник трке је добио 800, другопласирани 640, трећепласирани 520, четвртопласирани 440, а петопласирани 360.
| Поз. | 1.  | 2.  | 3.  | 4.  | 5   | 6.  | 7.  | 8.  | 9.  | 10. | 11. | 12. | 13. | 14. | 15. | 16.-20. | 21.-30. | 31.-50. | 51.-55. | 56.-60. |
| Бод. | 800 | 640 | 520 | 440 | 360 | 280 | 240 | 200 | 160 | 135 | 110 | 95  | 85  | 65  | 55  | 50      | 30      | 15      | 10      | 5       |

## Рута и сектори калдрме
Укупна дужине износила је 259.2 , старт је био у Компјењу, а циљ на велодрому у Рубеу. Првих 95 километара вожено је по асфалту, након чега је вожен први сектор калдрме, дуг 2,2 km, који је имао три звјездице. Вожено је укупно 30 сектора, што је један више у односу на 2024. а вожена су два нова, сектор 23 Артр и сектор 24 Фамар. Шума Аренберг и сектор 19 Труте д’Аренберг су најпознатија обиљежја трке, а то је такође и први сектор коме је додијељено пет звјездица. Пред трку 2024. постављена је шикана како би возачи спорије ушли на сектор и како би се смањио број падова, а пред трку 2025. представљен је заобилазни пут са неколико кривина у последњем километру пред сектор.
Сектор 17 Орнен—Вандињи је био најдужи сектор, дуг 3,7 km, док је сектор 11 Монс ан Павеле био дуг 3 km и то је био други сектор са пет звјездица. Сектор 4 Карефур де л’Арбе је био трећи и последњи сектор са пет звјездица, дуг 2,1 km а најтежи дио је био при крају сектора кад се ишло узбрдо. Последњи сектор на трци, сектор 1 био је Рубе на уласку у велодром, дуг 0,3 km и имао је једну звјездицу, након чега је на велодрому на писти вожен круг и по.
| Бр. | Име                            | Дужина (km) | Дужина од (km) | Дужина од (km) |
| Бр. | Име                            | Дужина (km) | Почетак (km)   | До циља (km)   |
| --- | ------------------------------ | ----------- | -------------- | -------------- |
| 30. | Троавил а Инши                 | 2,2         | 95,8           | 163,4          |
| 29. | Вјесли а Кјеви                 | 1,8         | 102,3          | 156,9          |
| 28. | Кјеви а Сен Питон              | 3,7         | 104,9          | 154,3          |
| 27. | Сен Питон                      | 1,5         | 109,6          | 149,6          |
| 26. | Вертен а Сен Мартен сир Екајон | 2,3         | 116,7          | 142,5          |
| 25. | Вершен Могре а Керен           | 2,3         | 128            | 131,2          |
| 24. | Керен а Артр                   | 1,3         | 130,9          | 128,3          |
| 23. | Артр а Фамар                   | 1,2         | 133,8          | 125,4          |
| 22. | Керен а Мен                    | 1,6         | 138,5          | 120,7          |
| 21. | Мен а Моншо сир Екајон         | 2,5         | 141,6          | 117,6          |
| 20. | Авлиј а Вале                   | 2,5         | 154,5          | 104,7          |
| 19. | Труте д’Аренберг               | 2,3         | 163,9          | 95,3           |
| 18. | Вале а Елем                    | 1,6         | 170            | 89,2           |
| 17. | Орнен а Вандињи                | 3,7         | 176,8          | 82,4           |
| 16. | Варлен а Бријон                | 2,4         | 184,2          | 75             |
| 15. | Тилоа а Сар е Розјер           | 2,4         | 187,7          | 71,5           |
| 14. | Беври а Оршје                  | 1,4         | 194,1          | 65,1           |
| 13. | Оршје                          | 1,7         | 199,1          | 60,1           |
| 12. | Оши а Берсе                    | 2,7         | 205,2          | 54             |
| 11. | Монс ан Павеле                 | 3           | 210,6          | 48,6           |
| 10. | Мерињје а Авелен               | 0,7         | 216,7          | 42.5           |
| 9.  | Пон Тибо а Енвелен             | 1,4         | 220            | 39.2           |
| 8.  | Темплеве (Л’Епинет)            | 0,2         | 225,4          | 33.8           |
| 8.  | Темплеве (Мулен де Вертен)     | 0,5         | 226            | 33.2           |
| 7.  | Кизоан а Бургел                | 1,3         | 232,4          | 26.8           |
| 6.  | Бургел а Ванхајн               | 1,3         | 234,9          | 24,3           |
| 5.  | Камфен ан Певел                | 1,8         | 239,4          | 19.8           |
| 4.  | Карефур де л’Арбе              | 2,1         | 242,1          | 17.1           |
| 3.  | Грисон                         | 1,1         | 244,4          | 14.8           |
| 2.  | Вилем а Ем                     | 1,4         | 251,1          | 8.1            |
| 1.  | Рубе                           | 0,3         | 257,8          | 1.4            |

## Фаворити
Највећи фаворити су били двоструки узастопни побједник Метју ван дер Пул и троструки побједник Тур де Франса и побједник Ронде ван Фландерена недељу дана раније — Тадеј Погачар, док су међу осталим фаворитима били Мадс Педерсен, Ваут ван Арт, Јаспер Филипсен, Јаспер Стојвен, Филипо Гана, Стефан Кинг и Матеј Мохорич. Погачар је у марту 2025. објавио да ће возити Париз—Рубе по први пут у каријери, након што је претходно возио јуниорску трку 2015. и 2016. Прије њега, последњи актуелни побједник Тур де Франса који је возио Париз—Рубе био је Грег Лемонд 1991. а последњи актуелни побједник Тур де Франса који је освојио Париз—Рубе био је Еди Меркс 1973.

## Преглед трке
Трка је стартовала у Компјењу изван Париза, што је била стартна локација од 1977. године, Вожено је 259.2 km, а циљ је био на велодрому у Рубеу, који је локација циља од 1943. Вече прије трке је падала киша па је вожено по мокром асфалту, Јонас Абрахамсен је напао први, али је достигнут, након чега су нападали Бен Свифт и Расмус Педерсен, што је пратило више возача а затим и група. Послије 30 километара је оформљен бијег, у којем су били Ким Хејдук, Ојер Лазкано, Маркус Хоелгорд, Јонас Руч, Макс Вокер, Јаспер де Бојст, Рори Таунсенд и Абрам Стокман и стекли су три минута предности. Матијас Норсгор из Мовистара је први возач који је напустио трку, а затим су због падова напустили његови сувозачи Манило Моро и Алберт Торес, прије почетка сектора калдрме. На сектору 30, првом сектору калдрме, десио се пад у којем су учествовали Филипсен, Стојвен и Ван Арт, док се Гани пробушила гума. Ван Арт се захваљујући сувозачима брзо вратио у главну групу, гдје су радили возачи Лидл—трека и Алпесин—декунинка како се Филипсен и Гана не би вратили. Група у којој су били Филипсен и Гана достигла је главну групу на 25 сектору, након чега су Сем Вотсон и Џошуа Тарлинг из Инеос гренадирса изашли на чело групе и темпо се појачао а предност бјегунаца је пала на око два минута.
На сектору 20, Педерсен је изашао на чело групе и убрзао, затим је Погачар прошао са његове десне стране, што је одмах пратио Ван дер Пул и кад су завршили сектор у групи је остало око 20 возача, а предност бјегунаца је пала на 20 секунди. На уласку у шуму Аренберг Погачар је појачао темпо на челу, а затим Ван дер Пул и достигли су бјегунце. Ван дер Пул је напао при крају сектора 18, што су пратили само Погачар, Педерсен, Филипсен и Стефан Бисежер, група од око 15 возача је била на 20 секунди иза, а група у којој је био Ван Арт на 30 секунди. Погачар је напао на сектору 15, Бисежер је радио на достизању а затим је Ван дер Пул напао и достигао га, док су иза ишли Филипсен и Бисежер, а Педерсену је пукла гума и морао је да чека аутомобил да промијени точак. Филипсен је отишао од Бисежера, због чега Ван дер Пул није хтио да ради на челу како би га сачекао и он их је убрзо достигао. Педерсена је достигла група од 11 возача у којој су били Ван Арт, Кинг и Метју Бренан, најмлађи возач на трци, а затим су достигли и Бисежера на сектору 14.
На сектору 11 Монс ан Павеле, Погачар је појачао темпо, што су пратили Ван дер Пул и Филипсен, након чега је Ван дер Пул напао, што је Погачар пратио, а Филипсен је почео да заостаје. Ван дер Пул је стао, али је Погачар појачао темпо и док су завршили сектор Филипсен је заостајао око 20 секунди. На сектору 9, Погачар је пао у кривини, могао је одмах да настави, али је Ван дер Пул стекао 20 секунди предности. Током неколико километара је Погачар смањивао предност, али му се пробушила гума на предњем точку и предност је порасла на 45 секунди док је промијенио бицикл. На сектору 4 Карефур де л’Арбе, Ван дер Пула је погодио гледалац поред пута са боцом пуном воде, а затим му се пробушила гума, али је наставио да повећава предност испред Погачара и на велодром је ушао сам, када је прешао линију циљу подигао је три прста у знак треће побједе на трци, чиме је постао трећи возач који је остварио три побједе заредом и осми возач који је остварио укупно три побједе на трци. Погачар је завршио на другом мјесту, минут и 18 секунди иза, чиме је постао први актуелни побједник Тур де Франса који је завршио Париз—Рубе на подијуму након Едија Меркса 1975. Мадс Педерсен је побиједио у спринту за треће мјесто испред Ван Арта и Флоријана Вермерша, док су иза њих дошли Руч, Бисежер и Хоелгорд који су заостајали скоро четири минута. Фред Рајт и Лауренц Рекс су завршили на деветом и десетом мјесту, четири и по минута иза.
Након трке, Погачар је изјавио да му је то била најтежа трка коју је возио у животу, али да ће са стеченим искуством следећи пут бити лакше и да могу да дођу идуће године са јаким тимом да се боре за побједу. Ван дер Пул је истакао да ће Погачар сигурно освојити свих пет монументалних класика и да када заврши каријеру да ће то бити исто као кад је Меркс завршио каријеру. Ван дер Пул је послије трке изјавио да када га је гледалац погодио боцом воде да је то био покушај убиства из нехата и да је то нешто против чега треба да се покрене правна акција. Понашање тог гледаоца су осудили , Унија возача и друге групе, као и бројни возачи и тимови. UCI и тим Алпесин—декунинк су истакли да би жељели да гледалац буде кажњен због својих поступака. Човјек који је бацио боцу се предао полицији у Западној Фландији у понедељак. Он је објавио писмо јавности у којем се извинио Ван дер Пулу и свим учесницима и гледаоцима трке, истакавши да је истог тренутка зажалио због тога што је урадио, да му је драго што је Ван дер Пул побиједио, да је чекајући трку попио доста алкохола, али да не зна због чега је бацио бидон.

## Резултати
Трку су стартовала 174 возача, а завршило је 122, од чега пет ван временског лимита.
| Позиција | Возач                   | Тим                       | Вријеме    |
| -------- | ----------------------- | ------------------------- | ---------- |
| 1.       | Метју ван дер Пул (ХОЛ) | Алпесин—декунинк          | 5ч 31' 27" |
| 2.       | Тадеј Погачар (СЛО)     | УАЕ тим емирејтс ХРГ      | + 1' 18"   |
| 3.       | Мадс Педерсен (ДАН)     | Лидл—трек                 | + 2' 11"   |
| 4.       | Ваут ван Арт (БЕЛ)      | Визма—лејз а бајк         | + 2' 11"   |
| 5.       | Флоријан Вермерш (БЕЛ)  | УАЕ тим емирејтс ХРГ      | + 2' 11"   |
| 6.       | Јонас Руч (ЊЕМ)         | Интермарше—ванти          | + 3' 46"   |
| 7.       | Стефан Бисежер (ШВА)    | Декатлон АГ2Р ла мондијал | + 3' 46"   |
| 8.       | Маркус Хоелгорд (НОР)   | Уно—Х мобилити            | + 3' 46"   |
| 9.       | Фред Рајт (УК)          | Бахреин—викторијус        | + 4' 35"   |
| 10.      | Лауренц Рекс (БЕЛ)      | Интермарше—ванти          | + 4' 36"   |

| Резултати (11—122)  | Резултати (11—122)            | Резултати (11—122)        | Резултати (11—122) |
| ------------------- | ----------------------------- | ------------------------- | ------------------ |
| 11.                 | Јаспер Филипсен (БЕЛ)         | Алпесин—декунинк          | + 4' 38"           |
| 12.                 | Марко Халер (АУТ)             | Тудор про сајклинг        | + 4' 43"           |
| 13.                 | Филипо Гана (ИТА)             | Инеос гренадирс           | + 4' 45"           |
| 14.                 | Мадис Микелс (ЕСТ)            | ЕФ едукејшон—изипост      | + 4' 45"           |
| 15.                 | Бинијам Грмај (ЕРИ)           | Интермарше—ванти          | + 4' 45"           |
| 16.                 | Мајк Теунисен (ХОЛ)           | ХДС Астана                | + 4' 45"           |
| 17.                 | Дан Хуле (ХОЛ)                | Лидл—трек                 | + 4' 45"           |
| 18.                 | Мик ван Дајке (ХОЛ)           | Ред бул—Бора–ханзго       | + 4' 45"           |
| 19.                 | Маријус Мајрхофер (ЊЕМ)       | Тудор про сајклинг        | + 4' 45"           |
| 20.                 | Тако ван дер Хорн (ХОЛ)       | Интермарше—ванти          | + 4' 45"           |
| 21.                 | Јохан Јакобс (ШВА)            | Групама—ФДЈ               | + 4' 48"           |
| 22.                 | Дрис де Бонт (БЕЛ)            | Декатлон АГ2Р ла мондијал | + 5' 20"           |
| 23.                 | Фил Баухаус (ЊЕМ)             | Бахреин—викторијус        | + 5' 41"           |
| 24.                 | Антонио Моргадо (ПОР)         | УАЕ тим емирејтс ХРГ      | + 5' 41"           |
| 25.                 | Флоријан Дофен (ФРА)          | Тотал енержис             | + 5' 41"           |
| 26.                 | Ерик Нордсетер Ресел (НОР)    | Уно—Х мобилити            | + 5' 41"           |
| 27.                 | Аксел Иен (ФРА)               | Унибет тјетема рокетс     | + 5' 41"           |
| 28.                 | Ив Лампар (БЕЛ)               | Судал—Квик-степ           | + 5' 41"           |
| 29.                 | Сес Бол (ХОЛ)                 | ХДС Астана                | + 5' 41"           |
| 30.                 | Тим ван Дајке (ХОЛ)           | Ред бул—Бора–ханзго       | + 5' 41"           |
| 31.                 | Расмус Сејберг Педерсен (ДАН) | Декатлон АГ2Р ла мондијал | + 5' 41"           |
| 32.                 | Фредерик Фрисон (БЕЛ)         | Ку 36.5 про сајклинг      | + 5' 41"           |
| 33.                 | Томаш Копецки (ЧЕШ)           | Унибет тјетема рокетс     | + 5' 41"           |
| 34.                 | Едвард Планкарт (БЕЛ)         | Алпесин—декунинк          | + 5' 48"           |
| 35.                 | Дилан ван Барле (ХОЛ)         | Визма—лејз а бајк         | + 5' 52"           |
| 36.                 | Тим Мерлије (БЕЛ)             | Судал—Квик-степ           | + 6' 17"           |
| 37.                 | Ђакомо Ницоло (ИТА)           | Ку 36.5 про сајклинг      | + 6' 19"           |
| 38.                 | Јенте Бирманс (БЕЛ)           | Аркеа—бб хотелс           | + 6' 22"           |
| 39.                 | Ентони Тиржис (ФРА)           | Тотал енержис             | + 6' 22"           |
| 40.                 | Себастјен Грињар (БЕЛ)        | Лото                      | + 6' 22"           |
| 41.                 | Дамјен Тузе (ФРА)             | Кофидис                   | + 6' 27"           |
| 42.                 | Серен Вареншолд (НОР)         | Уно—Х мобилити            | + 7' 03"           |
| 43.                 | Стефан Кинг (ШВА)             | Групама—ФДЈ               | + 8' 18"           |
| 44.                 | Метју Бренан (УК)             | Визма—лејз а бајк         | + 8' 58"           |
| 45.                 | Станислав Ањиолковски (ПОЉ)   | Кофидис                   | + 10' 55"          |
| 46.                 | Лукаш Кубик (СВК)             | Унибет тјетема рокетс     | + 10' 55"          |
| 47.                 | Иго Офстетер (ФРА)            | Израел—премијер тех       | + 10' 55"          |
| 48.                 | Гијом Боавен (КАН)            | Израел—премијер тех       | + 10' 55"          |
| 49.                 | Влад ван Мехелен (БЕЛ)        | Бахреин—викторијус        | + 10' 58"          |
| 50.                 | Микел Бјерг (ДАН)             | УАЕ тим емирејтс ХРГ      | + 11' 40"          |
| 51.                 | Седрик Белен (БЕЛ)            | Лото                      | + 11' 40"          |
| 52.                 | Џошуа Тарлинг (УК)            | Инеос гренадирс           | + 11' 42"          |
| 53.                 | Јорди Меус (БЕЛ)              | Ред бул—Бора–ханзго       | + 11' 42"          |
| 54.                 | Џошуа Гидинс (УК)             | Лото                      | + 11' 42"          |
| 55.                 | Андреас Стокбро (ДАН)         | Унибет тјетема рокетс     | + 12' 16"          |
| 56.                 | Павел Битнер (ЧЕШ)            | Пикник постнл             | + 12' 16"          |
| 57.                 | Том ван Асбрук (БЕЛ)          | Израел—премијер тех       | + 12' 16"          |
| 58.                 | Петр Келемен (ЧЕШ)            | Тудор про сајклинг        | + 12' 16"          |
| 59.                 | Макс Валшајд (ЊЕМ)            | Џејко—алула               | + 12' 16"          |
| 60.                 | Фабијан Линхард (ШВА)         | Тудор про сајклинг        | + 12' 16"          |
| 61.                 | Каспер Асгрен (ДАН)           | ЕФ едукејшон—изипост      | + 12' 16"          |
| 62.                 | Клемен Русо (ФРА)             | Групама—ФДЈ               | + 12' 16"          |
| 63.                 | Јаспер де Бојст (БЕЛ)         | Лото                      | + 12' 16"          |
| 64.                 | Овејн Дојл (УК)               | ЕФ едукејшон—изипост      | + 12' 16"          |
| 65.                 | Рајли Шиан (САД)              | Израел—премијер тех       | + 12' 16"          |
| 66.                 | Јонас Рикарт (БЕЛ)            | Алпесин—декунинк          | + 12' 16"          |
| 67.                 | Јевгениј Федоров (КАЗ)        | ХДС Астана                | + 12' 16"          |
| 68.                 | Гајс ван Хуке (БЕЛ)           | Интермарше—ванти          | + 12' 16"          |
| 69.                 | Жилијен Вермот (БЕЛ)          | Визма—лејз а бајк         | + 12' 16"          |
| 70.                 | Санди Дижарден (ФРА)          | Тотал енержис             | + 12' 16"          |
| 71.                 | Андреа Пасквалон (ИТА)        | Бахреин—викторијус        | + 12' 16"          |
| 72.                 | Алесандро Ромеле (ИТА)        | ХДС Астана                | + 12' 16           |
| 73.                 | Макс Вокер (УК)               | ЕФ едукејшон—изипост      | + 12' 16"          |
| 74.                 | Артур Клукерс (ЛУК)           | Тудор про сајклинг        | + 12' 16"          |
| 75.                 | Свен Ерик Бистрем (НОР)       | Групама—ФДЈ               | + 12' 16"          |
| 76.                 | Рори Таунсенд (ИРС)           | Ку 36.5 про сајклинг      | +12' 16"           |
| 77.                 | Абрам Стокман (БЕЛ)           | Унибет тјетема рокетс     | + 12' 19"          |
| 78.                 | Самјуел Вотсон (УК)           | Инеос гренадирс           | + 12' 21"          |
| 79.                 | Ким Хејдук (ЊЕМ)              | Инеос гренадирс           | + 12' 21"          |
| 80.                 | Матео Москети (ИТА)           | Ку 36.5 про сајклинг      | + 12' 21"          |
| 81.                 | Бен Свифт (УК)                | Инеос гренадирс           | + 12' 21"          |
| 82.                 | Оскар Чемберлен (АУС)         | Декатлон АГ2Р ла мондијал | + 12' 21"          |
| 83.                 | Пјер Готер (ФРА)              | Декатлон АГ2Р ла мондијал | + 12' 21"          |
| 84.                 | Брент ван Мур (БЕЛ)           | Лото                      | + 12' 21"          |
| 85.                 | Рул ван Синтмартенсдајк (ХОЛ) | Интермарше—ванти          | + 12' 24"          |
| 86.                 | Хартхајс де Врај (ХОЛ)        | Унибет тјетема рокетс     | + 13' 26"          |
| 87.                 | Алек Сегарт (БЕЛ)             | Лото                      | + 13' 26"          |
| 88.                 | Марсел Кампруби (ШПА)         | Ку 36.5 про сајклинг      | + 13' 29"          |
| 89.                 | Лидовик Робе (БЕЛ)            | Кофидис                   | + 13' 29"          |
| 90.                 | Михаел Шварцман (ЊЕМ)         | Израел—премијер тех       | + 13' 29"          |
| 91.                 | Вилијам Леви Блум (ДАН)       | Уно—Х мобилити            | + 13' 32"          |
| 92.                 | Бен Тарнер (УК)               | Инеос гренадирс           | + 13' 32"          |
| 93.                 | Расмус Тилер (НОР)            | Уно—Х мобилити            | + 13' 32"          |
| 94.                 | Оливер Насен (БЕЛ)            | Декатлон АГ2Р ла мондијал | + 13' 32"          |
| 95.                 | Јаспер Стојвен (БЕЛ)          | Лидл—трек                 | + 13' 32"          |
| 96.                 | Адријен Пети (ФРА)            | Интермарше—ванти          | + 13' 32"          |
| 97.                 | Јорен Блум (ХОЛ)              | Унибет тјетема рокетс     | + 14' 03"          |
| 98.                 | Сирил Барт (ФРА)              | Групама—ФДЈ               | + 14' 03"          |
| 99.                 | Тимо Росен (ХОЛ)              | Пикник постнл             | + 14' 03"          |
| 100.                | Еди ле Итузе (ФРА)            | Групама—ФДЈ               | + 14' 03"          |
| 101.                | Џонатан Милан (ИТА)           | Лидл—трек                 | + 14' 03"          |
| 102.                | Ђозуе Епис (ФРА)              | Аркеа—бб хотелс           | + 14' 03"          |
| 103.                | Роберт Доналдсон (УК)         | Џејко—алула               | + 14' 57"          |
| 104.                | Алварас Микутис (ЛИТ)         | Тудор про сајклинг        | + 14' 57"          |
| 105.                | Одед Когут (ИЗР)              | Израел—премијер тех       | + 14' 57"          |
| 106.                | Шон Флајн (УК)                | Пикник постнл             | + 14' 57"          |
| 107.                | Џек Руткин Греј (УК)          | ЕФ едукејшон—изипост      | + 14' 57"          |
| 108.                | Колби Симонс (САД)            | ЕФ едукејшон—изипост      | + 14' 57"          |
| 109.                | Алексис Бринел (ФРА)          | Тотал енержис             | + 14' 57"          |
| 110.                | Винченцо Албанезе (ИТА)       | ЕФ едукејшон—изипост      | + 14' 57"          |
| 111.                | Баптисте Вестрофер (ФРА)      | Лото                      | + 14' 57"          |
| 112.                | Мајлс Скотсон (АУС)           | Аркеа—бб хотелс           | + 15' 01"          |
| 113.                | Пјер Тјери (ФРА)              | Аркеа—бб хотелс           | + 16' 20"          |
| 114.                | Данијел Скерл (ИТА)           | Бахреин—викторијус        | + 16' 57"          |
| 115.                | Андреа Ракањи (ИТА)           | Судал—Квик-степ           | + 17' 49"          |
| 116.                | Матијас Вачек (ЧЕШ)           | Лидл—трек                 | + 18' 04"          |
| 117.                | Ојер Ласкано (ШПА)            | Ред бул—Бора–ханзго       | + 21' 45"          |
|                     | Рајан Булаоат (ФРА)           | Тотал енержис             | + 28' 46"          |
| Мика Хеминг (ЊЕМ)   | Тудор про сајклинг            | + 30' 48"                 |                    |
| Лука Моцато (ИТА)   | Аркеа—бб хотелс               | + 30' 48"                 |                    |
| Никлас Беренс (ЊЕМ) | Визма—лејз а бајк             | + 32' 15"                 |                    |
| Џозеф Пидкок (УК)   | Ку 36.5 про сајклинг          | + 53' 40"                 |                    |

| Нису завршили | Нису завршили                | Нису завршили             | Нису завршили |
| —             | Возач                        | Тим                       | Вријеме       |
| ------------- | ---------------------------- | ------------------------- | ------------- |
| —             | Леандре Лузу (ФРА)           | Аркеа—бб хотелс           |               |
| —             | Лука Мезгец (СЛО)            | Џејко—алула               |               |
| —             | Јелте Крајнсен (ХОЛ)         | Џејко—алула               |               |
| —             | Патрик Гампер (АУТ)          | Џејко—алула               |               |
| —             | Рајли Пикрел (КАН)           | Израел—премијер тех       |               |
| —             | Елмар Рајндерс (ХОЛ)         | Џејко—алула               |               |
| —             | Самуел Леру (ФРА)            | Тотал енержис             |               |
| —             | Давиде Чимолаи (ИТА)         | Мовистар                  |               |
| —             | Арно Демар (ФРА)             | Аркеа—бб хотелс           |               |
| —             | Камил Градек (ПОЉ)           | Бахреин—викторијус        |               |
| —             | Матеј Мохорич (СЛО)          | Бахреин—викторијус        |               |
| —             | Алексис Ренар (ФРА)          | Кофидис                   |               |
| —             | Жофре Суп (ФРА)              | Тотал енержис             |               |
| —             | Јаша Ситерлин (ЊЕМ)          | Џејко—алула               |               |
| —             | Матијас Норсгор (НОР)        | Мовистар                  |               |
| —             | Дијего Пескадор (КОЛ)        | Мовистар                  |               |
| —             | Едоардо Афини (ИТА)          | Визма—лејз а бајк         |               |
| —             | Алберт Торес (ШПА)           | Мовистар                  |               |
| —             | Патрик Еди (АУС)             | Пикник постнл             |               |
| —             | Ензо Лејнсе (ХОЛ)            | Пикник постнл             |               |
| —             | Никлас Меркл (ЊЕМ)           | Пикник постнл             |               |
| —             | Јулиус ван ден Берг (ХОЛ)    | Пикник постнл             |               |
| —             | Јаник Стимле (ЊЕМ)           | Ку 36.5 про сајклинг      |               |
| —             | Манило Моро (ИТА)            | Мовистар                  |               |
| —             | Оливер Најт (УК)             | Кофидис                   |               |
| —             | Иван Гарсија Кортина (ШПА)   | Мовистар                  |               |
| —             | Дени ван Попел (ХОЛ)         | Ред бул—Бора–ханзго       |               |
| —             | Гонзало Серано (ШПА)         | Мовистар                  |               |
| —             | Силван Дилијер (ШВА)         | Алпесин—декунинк          |               |
| —             | Оскар Рисебек (ХОЛ)          | Алпесин—декунинк          |               |
| —             | Ђани Вермерш (БЕЛ)           | Алпесин—декунинк          |               |
| —             | Тим Деклерк (БЕЛ)            | Лидл—трек                 |               |
| —             | Едвард Тунс (БЕЛ)            | Лидл—трек                 |               |
| —             | Хуан Себастијан Молано (КОЛ) | УАЕ тим емирејтс ХРГ      |               |
| —             | Нилс Полит (ЊЕМ)             | УАЕ тим Емирејтс ХРГ      |               |
| —             | Тим Веленс (БЕЛ)             | УАЕ тим емирејтс ХРГ      |               |
| —             | Пер Странд Хагенес (НОР)     | Визма—лејз а бајк         |               |
| —             | Луис Аски (УК)               | Групама—ФДЈ               |               |
| —             | Конор Свифт (УК)             | Инеос гренадирс           |               |
| —             | Лоренс Пичи (НЗЛ)            | Ред бул—Бора–ханзго       |               |
| —             | Клемент Изкиједро (ФРА)      | Кофидис                   |               |
| —             | Сандер де Пестел (БЕЛ)       | Декатлон АГ2Р ла мондијал |               |
| —             | Александер Кристоф (НОР)     | Уно—Х мобилити            |               |
| —             | Јонас Абрахамсен (НОР)       | Уно—Х мобилити            |               |
| —             | Ајко Бастианс (БЕЛ)          | Судал—Квик-степ           |               |
| —             | Лук Ламперти (САД)           | Судал—Квик-степ           |               |
| —             | Берт ван Лерберге (БЕЛ)      | Судал—Квик-степ           |               |
| —             | Јорди Варлоп (БЕЛ)           | Судал—Квик-степ           |               |
| —             | Давиде Балерини (ИТА)        | ХДС Астана                |               |
| —             | Микеле Гацоли (ИТА)          | ХДС Астана                |               |
| —             | Давиде Тонеати (ИТА)         | ХДС Астана                |               |
| —             | Аиме де Гент (БЕЛ)           | Кофидис                   |               |
| —             | Рајан Мулен (ИРС)            | Ред бул—Бора–ханзго       |               |